# Siegfried Salomon (1885–1962)
Siegfried Salomon (* 3. März 1885 in Kopenhagen; † 29. Oktober 1962 ebenda) war ein dänischer Violinist und Komponist.

## Leben und Werk
Siegfried Salomon studierte in Kopenhagen bei A. Rüdinger und seit 1899 für vier Jahre am Leipziger Konservatorium bei Julius Klengel.
Von 1903 bis 1906 wirkte er im Tivoli-Orchester in Kopenhagen. 1907 wechselte er als Violinist in die dänische Hofkapelle und wirkte dort bis 1956.
Er schrieb drei Opern, das Melodram Kain (Kopenhagen 1920), zwei Symphonien, die Orchestersuiten Italia und Palästina, ein Violinkonzert, ein Cellokonzert, ein Klavierkonzert (1948), Kammermusik, Bühnenmusiken, Chorwerke, Klavierstücke und Lieder. Sein größter kompositorischer Erfolg war die Oper Leonora Christina, die er 1926 im königlichen Theater in Kopenhagen aufführte.